# Bruno Ballardini
Bruno Ballardini (Venezia, 5 ottobre 1954) è un saggista, scrittore e pubblicitario italiano.

## Biografia
Si è laureato in filosofia del linguaggio con Tullio De Mauro presso l'Università "La Sapienza" di Roma, ed ha studiato composizione e musica elettronica con Franco Evangelisti presso il Conservatorio Santa Cecilia. Dopo aver intrapreso una carriera di copywriter nelle multinazionali della pubblicità, tra cui Compton, BBDO, Saatchi & Saatchi, Young & Rubicam, nel 1993 ha fondato Nautilus, la prima agenzia pubblicitaria interamente dedicata alla comunicazione sociale e non profit: le sue campagne per SOS Razzismo, per il Codacons, la Lega Anti Vivisezione, Positifs (Associazione delle persone sieropositive e con Aids), hanno ricevuto riconoscimenti a livello nazionale. La campagna per i comitati Bo.Bi. (Boicottiamo il Biscione) organizzati da Gianfranco Mascia è stata citata dalla rivista internazionale Advertising Age come caso unico in Italia di azione pubblicitaria contro il conflitto d'interessi.
Esperto di comunicazione strategica e di nuovi media ha fondato nel 1994, sotto l'egida del CNEL, Interacta, Associazione Italiana della Comunicazione Interattiva, di cui è stato presidente. È stato docente di Tecniche della Comunicazione Pubblicitaria all'Università di Salerno dal 1996 al 2000 e all'Università "La Sapienza" di Roma dal 2003 al 2006. Ha insegnato inoltre Scrittura Giornalistica presso la Facoltà di Scienze Umanistiche dell'Università "La Sapienza" fino al 2011. È membro dell'Associazione Italiana di Studi Semiotici (AISS). Come ricercatore e storico delle arti marziali ha fondato nel 1990 il bimestrale Quaderni d'Oriente e dal 2011 dirige la collana Sapere d'Oriente per le Edizioni Mediterranee di Roma. Come giornalista, ha collaborato o collabora con testate quali MicroMega, Il Sole 24 Ore, Wired, Giudizio Universale, Playboy, L'Anamorfico di Pino Zac, Il Male di Vauro, Linus ed ha un blog su Il Fatto Quotidiano online.

## Opere

### Saggi
- Folco Quilici. Un mestiere come avventura, Bari, Dedalo, 1985, ISBN 88-220-4513-0.
- La morte della pubblicità, Roma, Castelvecchi, 1994, ISBN 88-86232-53-5.
- Manuale di disinformazione, Roma, Castelvecchi, 1995, ISBN 88-86232-53-5.
- Gesù lava più bianco. Ovvero, come la Chiesa inventò il marketing, 5ª ed., Roma, minimum fax, 2018  [2000], ISBN 88-7521-910-9.
- Gesù e i saldi di fine stagione, Milano, Piemme, 2011, ISBN 88-566-1532-0.
- (nuova edizione ampliata), La morte della pubblicità, Milano, Lupetti - Editori di Comunicazione, 2012, ISBN 88-8391-382-5.
- Sun Tzu, l'arte della guerra nella vita quotidiana, Milano, Piemme, 2013, ISBN 88-566-2855-4.
- con Loretta Goggi, Io nascerò. La forza della mia fragilità, Milano, Piemme, 2013, ISBN 88-566-3323-X.
- Leader come Francesco. Perché il papa è un genio del marketing, Milano, Piemme, 2014, ISBN 88-566-2783-3.
- ISIS®. Il marketing dell'Apocalisse, Milano, Baldini&Castoldi, 2015, ISBN 88-6852-816-9.
- Contro lo sport (a favore dell'ozio), Milano, Baldini&Castoldi, 2016, ISBN 88-6852-935-1.
- Lo Zen e l'arte della manutenzione dello stress, Milano, Piemme, 2017, ISBN 88-566-5852-6.
- Lo Zen e l'arte di aprire una porta aperta, Milano, Piemme, 2018, ISBN 88-566-6499-2.

### Racconti
- Se una notte d'inverno uno scrittore, in L'Anamorfico, II, n. 3, marzo 1984,  p. 3.
- 2007: Lost in Space, in Follow Me, n. 3, gennaio 1990,  p. 87.
- Oltre il giardino, in Le orfanelle. Storie dal Conservatorio delle Fanciulle Pericolanti, Bologna, Epika, 2011, ISBN 88-96829-09-7.

### Contributi vari
- Disinformazione e interattività, in Atti del convegno «I linguaggi della globalità tra verità e persuasione», Ascoli Piceno 1996, collana La pubblicità interattiva, Milano, Tecniche nuove, 1997.
- Bruno Ballardini, Il mito del mito, in Clementina Gily Reda (a cura di), Frammenti di mondo. 30 sguardi sulla pubblicità, Napoli, Editoriale Scientifica, 1999, ISBN 88-87293-18-X.
- Bruno Ballardini, Pubblicità e comunicazione pubblica, in Franca Faccioli (a cura di), Comunicazione pubblica e cultura di servizio, Roma, Carocci, 1999, ISBN 88-430-1482-X.
- Anestetica dell'immateriale, in Atti del convegno «Il fascino discreto delle merci. Estetica, design e comunicazione», Roma 8-9 maggio 1998, collana àgalma, Roma, Castelvecchi, 2000, ISBN 88-8210-199-1.
- Bruno Ballardini, Intelligenza emotiva e intelligenza connettiva, in Luis Iurcovich (a cura di), L'approccio cognitivo: un metodo per chi interpreta lo sviluppo locale, Roma, Litorale, 2006.
- Bruno Ballardini, Dal marketing della religione alla religione del marketing, in Mara Einstein (a cura di), Il business della fede, Bologna, Odoya, 2008, ISBN 88-6288-004-9.

### Traduzioni
- Yamamoto Tsunetomo, Hagakure. All'ombra delle foglie, Roma, Edizioni Mediterranee, 2010, ISBN 88-272-2114-X.
- Gichin Funakoshi, I venti principî guida del karate, Roma, Edizioni Mediterranee, 2010, ISBN 88-272-2104-2.
- Christopher Hitchens, Tony Blair, Processo a Dio: la religione fa bene al mondo?, Milano, Piemme, 2012, ISBN 88-566-2422-2.

## Opere su Bruno Ballardini
- Paola Panarese, Quel che resta della pubblicità, Bologna, Fausto Lupetti, 2011, ISBN 88-95962-53-2.

## Premi e riconoscimenti
- 1996 Argento al Prix Ars Electronica di Linz[8] per il libretto dell'opera "Media Survival Kit"[9] del compositore americano James Dashow.
- 2012 Bronzo ai Telly Awards di New York[10] per il book trailer del suo saggio Gesù e i saldi di fine stagione.